# Menestio di Arne
Menestio di Arne, figura mitologica dell'Iliade (libro VII, vv. 8 e segg.) era un guerriero di parte achea abitante di Arne. Menestio era figlio di Areitoo e di Filomedusa dai grandi occhi
Menestio fu ucciso in uno scontro con Paride quando questi tornò dall'incontro con Elena pieno di rinnovato vigore come descritto all'inizio del libro VII dell'Iliade.
()